# دی‌اتیل‌استیل بسترول
دی اتیل استیل بسترول (به انگلیسی: Diethylstilbestrol DES)
رده درمانی: استروژن سنتتیک .
اشکال دارویی: قرص

## موارد مصرف
امروزه کاربرد اصلی این دارو محدود به درمان سرطان های پیشرفته پروستات و پستان است . همچنین درجلوگیری از حاملگی بعد از نزدیکی استفاده میشود.( البته حداکثر ۷۲ ساعت بعد از نزدیکی باید مصرف دارو شروع شود) ولی در گذشته کاربردهای متعددی مانند جایگزینی هورمونی در دوران یائسگی و جلوگیری از سقط داشته است.

## عملکرد
دی اتیل استیل بسترول نوعی استروژن سنتتیک غیر استروییدی است .

## عوارض جانبی
تهوع، استفراغ، تشنج، افزایش ریسک سرطان پستان و اختلالات جنینی ( اگر در زمان حاملگی استفاده شود در دختران به دنیا آمده احتمال آدنوکارسینوم واژن بالا است و در پسران متولد شده ریسک ناباروری و سرطان وجود دارد).